# Niederländische Badmintonmeisterschaft 2018
Die Niederländische Badmintonmeisterschaft 2018 fand vom 2. bis 4. Februar 2018 in Almere statt. 

## Austragungsort
- Topsportcentrum Almere, Almere

## Medaillengewinner
| Disziplin    | Gold                         | Silber                          | Bronze                        |
| ------------ | ---------------------------- | ------------------------------- | ----------------------------- |
| Herreneinzel | Mark Caljouw                 | Nick Fransman                   | Michiel Kruijt                |
| Herreneinzel | Mark Caljouw                 | Nick Fransman                   | Ruud Nagel                    |
| Dameneinzel  | Gayle Mahulette              | Soraya de Visch Eijbergen       | Meike Versteeg                |
| Dameneinzel  | Gayle Mahulette              | Soraya de Visch Eijbergen       | Manon Sibbald                 |
| Herrendoppel | Jelle Maas Robin Tabeling    | Jim Middelburg Alex Vlaar       | Jacco Arends Ruben Jille      |
| Herrendoppel | Jelle Maas Robin Tabeling    | Jim Middelburg Alex Vlaar       | Michiel Kruijt Léon Nottelman |
| Damendoppel  | Selena Piek Cheryl Seinen    | Samantha Cuntapay Iris Tabeling | Marlies Baan Daisy Bommeleyn  |
| Damendoppel  | Selena Piek Cheryl Seinen    | Samantha Cuntapay Iris Tabeling | Imke van der Aar Debora Jille |
| Mixed        | Robin Tabeling Cheryl Seinen | Jacco Arends Selena Piek        | Jelle Maas Imke van der Aar   |
| Mixed        | Robin Tabeling Cheryl Seinen | Jacco Arends Selena Piek        | Alex Vlaar Iris Tabeling      |